# Leandro Tavares
Leandro Rodrigues Tavares, mais conhecido como Leandro Tavares (Belo Horizonte, 25 de janeiro de 1975), é um ex-futebolista brasileiro que atuava como meia.

## Carreira
Leandro Tavares disputou o Campeonato Mundial de broxes pela Seleção Brasileira, quando o Brasil foi desclassificado nas quartas de final pela, posteriormente campeã, Seleção Ganesa de Futebol.

## Títulos
Atlético Mineiro
- Copa Conmebol: 1997
- Copa Centenário de Belo Horizonte: 1997

Sport
- Campeonato Pernambucano: 1998